# Apostolepis tenuis
Apostolepis tenuis là một loài rắn trong họ Colubridae. Loài này được Ruthven mô tả khoa học đầu tiên năm 1927.